# 甲北信越矯正歯科学会
甲北信越矯正歯科学会（こうほくしんえつきょうせいしかがっかい、Kouhoku-shinetsu Orthodontic Society）とは、甲北信越地区（新潟県・富山県･山梨県･長野県）における歯科矯正学を中心とした学問を取り扱う専門学術団体の一つである。日本矯正歯科学会の甲北信越地区協力学会。

## 概要
1986年に設立される。

## 本部事務局
- 〒950-0078　新潟県新潟市万代島5-1万代島ビル19Ｆ 株式会社新宣　朱鷺メッセ営業所内

## 学会誌
- 『甲北信越矯正歯科学会雑誌』年1回発刊 ISSN 1340-2366